# Núrio Fortuna
Núrio Domingos Matias Fortuna (Luanda, 24 de março de 1995) é um futebolista angolano que atua como lateral-esquerdo. Atualmente joga pelo Gent e pela Seleção Angolana.

## Carreira em clubes
Depois de passar pelas categorias de base de Núcleo Sintra, Benfica, Real Massamá e Sporting, Fortuna concluiu sua formação no Braga, fazendo sua estreia no time B dos Arsenalistas em agosto de 2013, na vitória por 2 a 0 sobre o União da Madeira, pela Segunda Liga.
Em fevereiro de 2014, disputou seus 3 primeiros jogos pela equipe principal, atuando contra Desportivo das Aves (Taça de Portugal), Gil Vicente (Primeira Liga) e Rio Ave (Taça da Liga).
Sem espaço no Braga, foi emprestado ao AEL Limassol em junho de 2016, atuando em 33 jogos pela equipe cipriota.
Desde 2017 no futebol da Bélgica, o lateral defendeu o Charleroi por 3 temporadas (86 jogos e 2 gols) antes de assinar com o Gent, que pagou 6 milhões de euros para contar com o jogador.

## Seleção Angolana
Em setembro de 2015, depois de receber o passaporte português, Fortuna foi convocado pelo treinador Rui Jorge, da Seleção Sub-21, para uma partida das eliminatórias da Eurocopa da categoria contra a Albânia, mas não chegou a representar Portugal em nenhuma categoria de base.
A estreia do lateral pela Seleção Angolana foi em setembro de 2019, na vitória por 1 a 0 sobre a Gâmbia, pelas eliminatórias da Copa de 2022., marcando seu primeiro gol pelos Palancas Negras em um amistoso contra o Bahrein, em janeiro de 2024, disputado antes da Copa das Nações Africanas.
No torneio disputado na Costa do Marfim, o lateral atuou em duas partidas, contra Argélia e Mauritânia, pela primeira fase. Lesionado, não atuou contra Burkina Faso (também na fase de grupos), Namíbia (oitavas-de-final) e Nigéria (quartas-de-final).

## Títulos
Gent
- Copa da Bélgica: 2021–22[10]